# Euthyroides jellyae
Euthyroides jellyae is een mosdiertjessoort uit de familie van de Euthyroididae. De wetenschappelijke naam van de soort is voor het eerst geldig gepubliceerd in 1909 door Levinsen.